# B.H. Goldschmidt

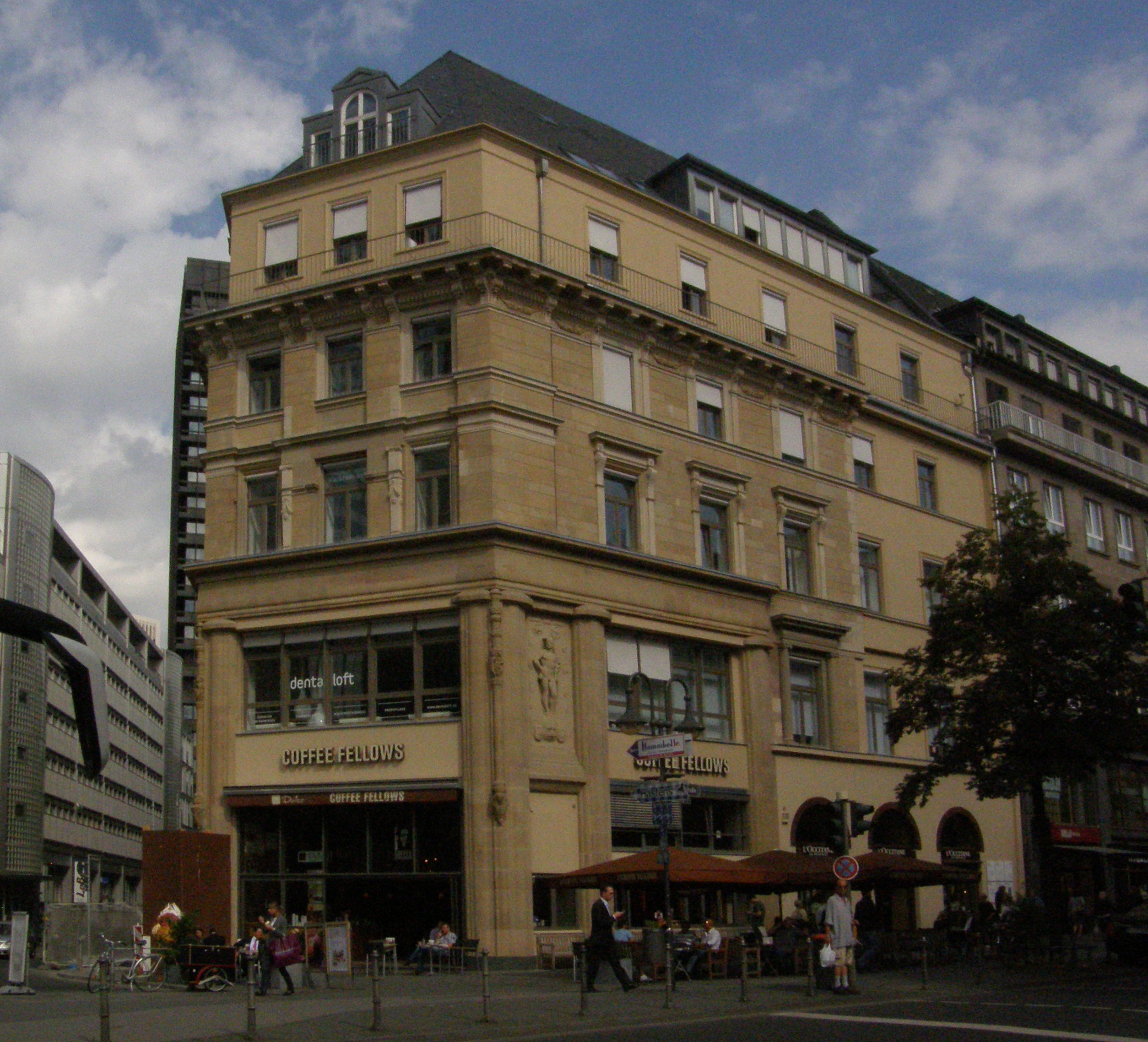
Ehemaliger Sitz der Bank B.H. Goldschmidt in der Kaiserstraße 14 in Frankfurt am Main

Das Bankhaus B.H. Goldschmidt war eine im 19. Jahrhundert führende deutsch-jüdische Privatbank in Frankfurt am Main. Sie war im Besitz der Bankiersfamilie Goldschmidt und gehörte zu den Mitbegründern der Commerzbank.

## Geschichte
Das Bankhaus B.H. Goldschmidt wurde 1821 von Benedikt Hayum Goldschmidt (1798–1873) in Frankfurt am Main gegründet, nachdem er sich vorher als Geldwechsler in fünfter Generation betätigt hatte. Goldschmidt wurde Konsul des Großherzogtums Toskana und nahm später drei seiner insgesamt sieben Söhne als Teilhaber in die Bank auf, u. a. 1862 Maximilian von Goldschmidt-Rothschild (1843–1940).
B.H. Goldschmidt gehörte zu den Frankfurter Privatbanken, die sich seit den 1850er Jahren intensiv für die Gründung von Aktienbanken einsetzten. Zusammen mit Gebrüder Bethmann, Johann Goll & Söhne, D. & J. de Neufville und anderen erhielt B.H. Goldschmidt 1853 die Genehmigung der Stadt Frankfurt zur Gründung der Frankfurter Vereinskasse, die ein Jahr später in der Frankfurter Bank aufging. B.H. Goldschmidt übernahm ferner ein Aufsichtsratsmandat in der 1853 gegründeten Bank für Handel und Industrie in Darmstadt (Vorgängerinstitut der Darmstädter und Nationalbank).
1856 scheiterte jedoch der Versuch von B.H. Goldschmidt zusammen mit anderen Banken nach dem Vorbild der französischen Crédit Mobilier eine Lizenz zur Gründung des Frankfurter Kredit-Verein zu erhalten. B.H. Goldschmidt hatte hierfür ein Konsortium aus den jüdischen Bankiers M. Königswarter, Siegmund Sulzbach, E. Ladenburg, Raphael Erlanger, Philipp Ellissen und ihren christlichen Geschäftsfreunden Philipp Donner, Friedrich Adolph Jay und Wilhelm Friedrich Jäger zusammengebracht. Aber die christlichen Bankhäuser Johann Goll & Söhne, Grunelius & Co., B. Metzler Seele. Sohn & Cons., W. Mumm, D. & J. de Neufville und Phillip Nicolaus Schmidt konnten zusammen mit der jüdischen Bank M. A. von Rothschild & Söhne den Frankfurter Senat jedoch davon überzeugen, keine Erlaubnis dafür zu erteilen.
1864 betrieb B.H. Goldschmidt aber zusammen mit Johann Andreae Senior, J. Maggi-Minoprio, A. Reinach und Philipp Nicolaus Schmidt erfolgreich die Errichtung der (zweiten) Frankfurter Vereinskasse mit einer Ausstattung von 5 Millionen Gulden. Dieses Institut ging später in der Deutsche Vereinsbank auf.
Im Jahr 1870 beteiligte sich B.H. Goldschmidt zusammen mit elf anderen, vorwiegend hanseatischen Kaufleuten und Bankiers an der Gründung der Commerz- und Disconto-Bank in Hamburg, der heutigen Commerzbank. Von dem zunächst emittierten Aktienkapital der Commerz- und Disconto-Bank in Höhe von zehn Millionen Mark, zeichnete B.H. Goldschmidt Aktien im Wert von 2 Millionen Mark und war damit der größte Gründungsaktionär der Commerz- und Disconto-Bank. Wahrscheinlich setzte sich B.H. Goldschmidt für diese neue Bank so ein, weil deren Frankfurter Konkurrenten, das Bankhaus Gebrüder Sulzbach, gleichzeitig die Gründung der Deutschen Bank unterstützten. Benedikt Hayum Goldschmidts zweitältester Sohn, Adolph Benedikt Hayum Goldschmidt (1838–1918), übernahm bei der Commerz- und Disconto-Bank ein Aufsichtsratsmandat, welches er bis 1877 innehatte. Auf Initiative von Adolph Benedikt Hayum Goldschmidt gründete die Commerz- und Disconto-Bank 1873 in London eine Tochtergesellschaft, die London and Hanseatic Bank.
Neben der Beteiligung an der Gründung von Aktienbanken, nahm B.H. Goldschmidt auch an der Platzierung von Wertpapieren teil, z. B. 1871 an der Aktienplatzierung der Schweizer Gotthardbahn-Gesellschaft und 1872 an einer Anleihe des Osmanischen Reichs. Familiär und geschäftlich eng verbunden mit B.H. Goldschmidt, war die in Antwerpen, Brüssel, Amsterdam, Paris, Frankfurt am Main und London ansässige Bank Bischoffsheim & Goldschmidt. Gegründet wurde sie von den Brüdern Louis-Raphaël Bischoffsheim (1800–1873) und Jonathan-Raphaël Bischoffsheim (1808–1883), Mitglieder der Frankfurter Bankiersfamilie Bischoffsheim. Beide waren mit Schwestern des Gründers von B.H. Goldschmidt, Benedikt Hayum Goldschmidt, verheiratet. Zudem war dessen Vater, Hayum Salomon Goldschmidt (1772–1843), Teilhaber von Bischoffsheim & Goldschmidt.
Nach dem Tod des Bankgründers Benedikt Hayum Goldschmidt, führten dessen Söhne Maximilian von Goldschmidt-Rothschild und Adolph Benedict Hayum Goldschmidt gemeinsam die Bank bis ins Jahr 1900. Dann entschieden sich die Brüder, das Bankgeschäft aufzugeben und Frankfurt am Main zu verlassen. Während Adolph zunächst nach Paris und dann nach London zog, ging Maximilian nach Berlin.